# Fase de Classificació de la Copa del Món de Rugbi 1995
La Fase de Classificació de la Copa del Món de Rugbi 1995 hi van participar 45 països en cerca de 16 places per anar a Sud-àfrica.

## Equips Classificats
| - Europa - Anglaterra (Classificació Automàtica) - França (Classificació Automàtica) - Irlanda (Classificació Automàtica) - Itàlia (Europa 2) - Romania (Europa 3) - Escòcia (Classificació Automàtica) - Gal·les (Europa 1) - Àfrica - Sud-àfrica (Amfitrió) - Costa d'Ivori (Àfrica 1) | - Amèrica - Argentina (Amèrica 1) - Canadà (Classificació Automàtica) - Oceania - Austràlia (Classificació Automàtica and champion) - Nova Zelanda (Classificació Automàtica) - Samoa (Classificació Automàtica) - Tonga (Oceania 1) - Àsia - Japó (Àsia 1) |

## Classificació Automàtica
Els equips que arribaren a quarts de final a la Copa del Món de Rugbi de 1991 aconseguiren automàticament el seu bitllet per a la Copa del Món del Rugbi de 1995.
- Canadà (Quartfinalista)
- França (Quartfinalista)
- Irlanda (Quartfinalista)
- Samoa (Quartfinalista)
- Escòcia (Semifinalista)
- Nova Zelanda (Semifinalista)
- Anglaterra (Finalista)
- Austràlia (Campions)
- Sud-àfrica (Amfitrió)

## Classificacions Regionals

### Àfrica
- Costa d'Ivori (Àfrica 1)

### Europa
- Gal·les  (Europa 1)
- Itàlia (Europa 2)
- Romania (Europa 3)

### Àsia
- Japó (Àsia 1)

### Amèrica
- Argentina (Amèrica 1)

### Oceania
- Tonga (Oceania 1)